# Simulium biuxinisa
Simulium biuxinisa es una especie de insecto del género Simulium, familia Simuliidae, orden Diptera.
Fue descrita científicamente por Coscaron & Ibanez Bernal, 1994.